# フラマン人
フラマン人（蘭:  Vlamingen、オランダ語発音: [ˈvlaːmɪŋə(n)]）は、北フランスやベルギーに起源をもつ、オランダ語を話すゲルマン民族である。主にフランデレン地域（フランドル）の北部にみられる。

## 概説
ベルギーの二つの主要民族の一つであり、もう一方はフランス語を話すワロン人である。〔英語では〕「フレミング」とも呼ばれるかれらは、ベルギー住民の多数派（人口の約60%）を構成している。歴史上、「フラマン人」〔フランドル人、フランデレン人〕とは中世のフランドル伯領の住民を指し、トゥルネー（今日ではワロン地域）、リール、ドゥエー（今日ではフランドル・フランセーズ）あたりの地域の、ワロン・フラマン人（les Flamands wallons）とも称されるフランス語を話すフランドル人やピカルディ語を話すフランドル人も含んでいた。

## 歴史
「フラマン人」への帰属意識はベルギー独立革命の後に著しく増大した。それ以前はオランダ語で「フラマン人」に相当する言葉はそもそもかつてのフランドル伯領の住民に対して使われていた。しかしながら14世紀以降、フラマン語は、フランドルとブラバント公国の両方の人々の言語と方言群のことをいうようになった。イタリア人は15世紀に両地域の人々を Fiamingi という言葉で表すようになり、イギリス人やフランス人も16世紀には追従する形となった。別々の領邦に属しているにも拘わらず、何らかの形で共通のアイデンティティを有しているという感情は中世にはすでに存在していた。古い例としては、1339年以来、両国の主要な都市によって、かれらの支配者の下で課せられたフランドル＝ブラバント協同条約 (Vlaams-Brabants samenwerkingsverdrag) を挙げることができる。留意すべきは、現代のベルギーのリンブルフ州はかつてはフランデレン（フランドル）に含まれず、19世紀に入ってからフランデレンとみなされるようになったことである。

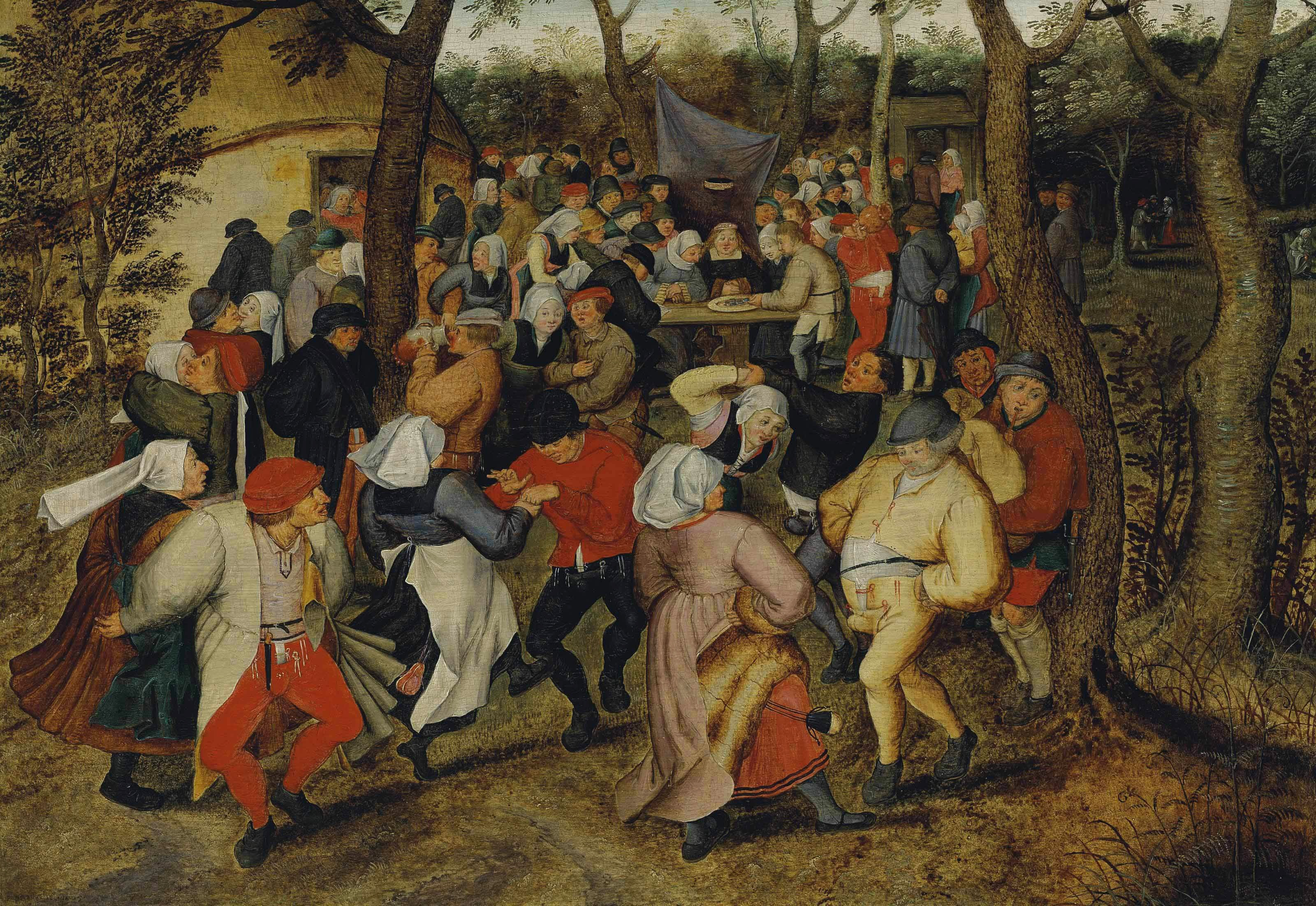
婚礼の踊り、小ブリューゲル作、1625年

1830年、ネーデルラント連合王国の南部諸州が独立を宣言した。南部の急速な産業化が南北間の経済格差を際立たせる中、フランス語の方言を話す人々、そして官吏やエリート階層もまた、オランダ支配下での自らの地位と自治とが失われることを恐れた。フランス統治（1794年-1815年）の下では、フランス語が公の場での唯一の公用語として強制され、結果としてエリート階層がフランス化し、そしてそれほどではないにしても中産階級のフランス化も生じた。ネーデルラント王はオランダ語とフランス語の両方言をフランドル諸州の行政上の言語として使用することを認め、また、学校教育でオランダ語を復活させる法を定めた。言語政策だけが分離の理由ではなかった。カトリック信者の大多数は、君主であるプロテスタントのウィレム1世に疑念を抱き、ウィレム1世はオランダ人にプロテスタンティズムを押し付けようとしているのではないかと疑っていたローマ・カトリック教会によって激しく扇動された。最終的にベルギーの自由主義者たちは、専制的であったと伝えられるウィレム1世のふるまいに不満を募らせた。
反乱後の1823年の言語改革は、廃止されることになる最初のオランダ語の法律であり、その後の何年かでオランダ語の使用を制限する数々の法律が発布されることになる。この政策は、漸進的なフラマン語運動の台頭を招いた。それは、南部のフランスびいきのエリート層を批判した書物（例えば18世紀後半の著述家 Jan-Baptist Verlooy の著作）に表現されたような、従来からある反フランス感情の不公平感に基づいていた。以後150年に亘るこの運動は、19世紀末以降の法律上のフランドルの社会的・政治的・言語的平等の創出に少なからず影響を与えている。

## 文化

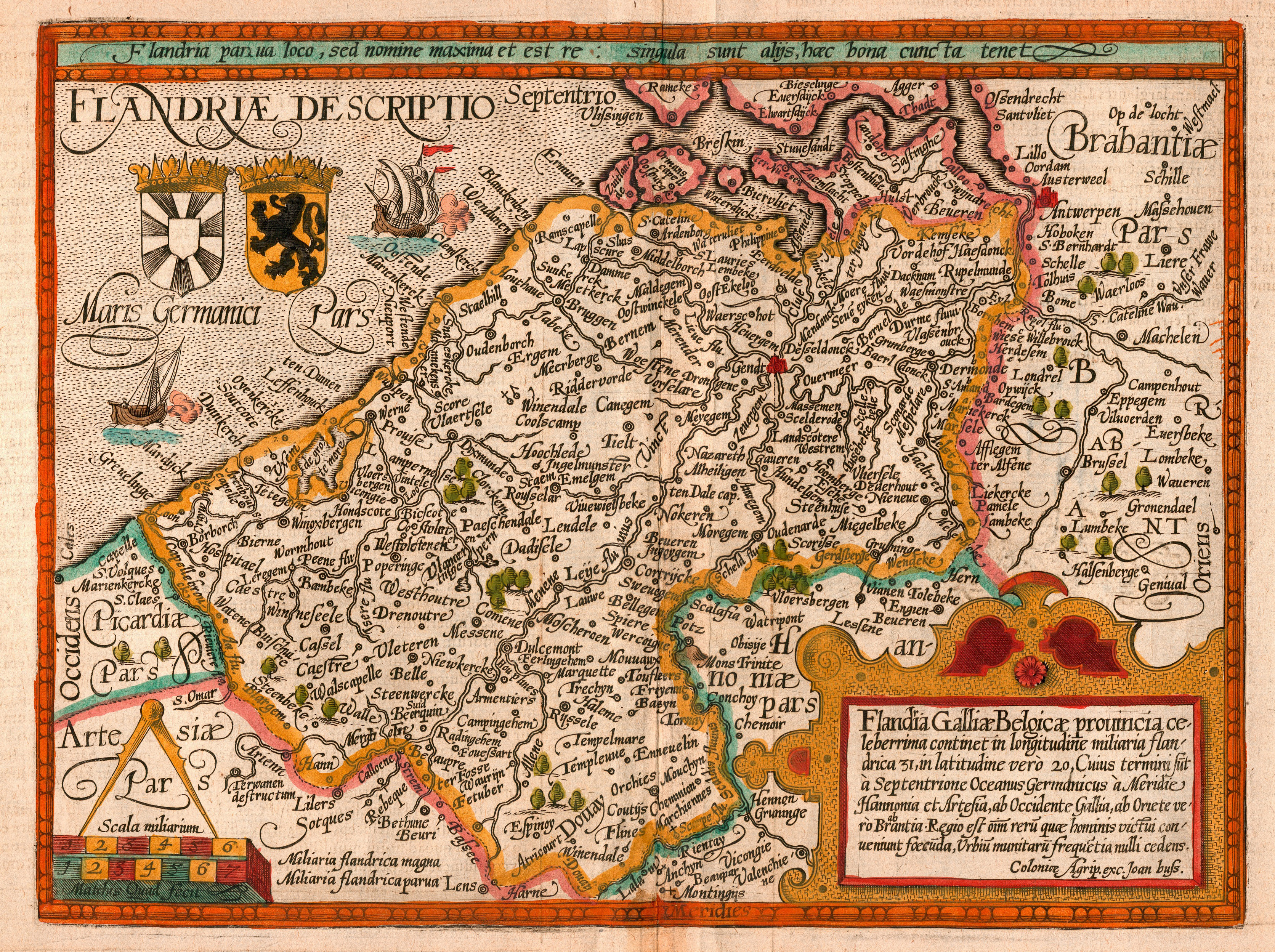
中世のフランドル伯領の地図

ベルギーではフラマン人は、言語や習慣の違いではっきりと区別できる集団を形成している。しかしながら、一つの国であるということに対する一般国民の認識は、場合によって、あるいは地域や個人的背景に応じて大きく異なる。一般的にフラマン人は、殊に国レベルで考えた場合、自分たちがオランダ人であると称することはめったにないし、逆もまたしかりである。
これは、オランダにもフランドルにもある通俗的固定観念にいくぶんかは原因があり、それは大方、南北両文化の「文化的両極端」に基づいている。しかし大きな理由は、ベルギーにおいてかれらの文化が解放されてきた歴史があるからでもあり、このために、オランダ語を話すベルギー人の一部が示す特徴である高度な国民意識を多くのフラマン人がもち続けているのである。ベルギー全体の政治的・社会的提携と並行して、一人一人が自分の出身地方、都市、地域、あるいは自分の話す方言を通じて文化的に自己規定するという地域主義に向かう傾向も根強い。

### 言語
フラマン人はオランダ語（特に南部の表現差を中心にフラマン語と呼ぶ）を話す。ベルギーの公用語となっており、人口の6割がオランダ語を話している。また、地域によって標準語からの若干の語彙差や文法差が見られる。オランダ同様、標準オランダ語の発音はその地の地元の人々の訛りを反映した物となっている。ベルギーで話されるオランダ語の方言は近接するオランダの地域の物によく似ている。東フラマン方言はブラバント方言や西フラマン方言に近く、標準オランダ語は基本的に北オランダで話されているオランダ語方言に基づいている。

### 宗教
フラマン人の約75%は受洗によってローマ・カトリックの信徒であるとみなされるが、実際にはミサに通う割合は減少し続け8%に満たない。フランドルの人々は約半数が不可知論者や無神論者である。2006年のフランドルの調査では、55%の人々が宗教的であると回答したが、神が宇宙を創ったとしたのは35%に止まった。

### 象徴

フランデレンの旗

フランデレン地方公式の旗と紋章は政府の象徴である赤い爪と舌を持つ黒獅子を黄色い背景に表した物となっている（オーアの獅子、セーブルの腕、ギュールズの舌）。。それのない真黒の獅子の描かれた旗はフランデレンの現在の旗が制定された1991年以前から広く使われている。今日では真黒の獅子がフランデレンの分離派の運動では広く使われているが、国内法で認可されているのは赤い爪と舌を持つ黒獅子のみである。フランデレンの行政は双方のロゴを利用している。フランデレンの獅子（Vlaanderen de Leeuw）が初めて使用されたのはフランドル伯フィリップが1162年に使った印章である。その日以来、アルザス家、フランドル伯に引き継がれ、使用された。フランデレンの獅子のモットーはピーテル・デ・コーニンクが1302年7月11日に金拍車の戦いで使った紋章にも表れていると言う。フランドル伯領がブルゴーニュ公国に併合された後も、獅子は盾のみであるが使用された。ネーデルラント連合王国の成立の後になって、公式に利用されるようになった。